# Sanctuary Records
Sanctuary Records ist ein britisches Plattenlabel, das auf Metal spezialisiert ist. Seit dem Juni 2007 ist es ein Teil der Universal Music Group, davor war es das größte unabhängige Label Großbritanniens.
Im Jahr 2013 wird Sanctuary für 50 Millionen Euro von der BMG Rights Management übernommen.

## Geschichte
Das Label wurde 1979 von Rod Smallwood und Andy Taylor gegründet, die in einem Londoner Pub Iron Maiden entdeckten und unter Vertrag nehmen. Dieser Vertrag markiert die Gründung des Labels, dessen Name sich von dem Iron-Maiden-Song Sanctuary ableitet. Mit Iron Maiden gewann auch das Label an Bekanntheit und konnte vor allem junge, hoffnungsvolle, aber auch ältere Bands zum Teil sehr lange unter Vertrag nehmen, unter anderem Europe und Uriah Heep. Da die meisten Bands ihren Durchbruch erst während ihrer Zeit bei dem Label schafften, wurde es schnell zu einem beliebten Label für Metal-Bands. Im Juni 2007 wurde das Label für 44,5 Millionen britische Pfund an die Universal Music Group verkauft.

## Wichtige Künstler
Hier eine Liste der wichtigsten Bands und Künstler, die von Sanctuary Records unter Vertrag genommen wurden:
- Anthrax
- Black Sabbath
- Bruce Dickinson
- DragonForce
- Drowning Pool
- Elton John
- Europe
- Fun Lovin’ Criminals
- Thea Gilmore
- Gravity Kills
- Helloween
- Iron Maiden
- Jane’s Addiction
- KISS
- Meat Loaf
- Megadeth
- Morrissey
- Orange Goblin
- Dolores O’Riordan
- Scorpions
- Simple Minds
- Status Quo
- Stratovarius
- Super Furry Animals
- The Charlatans (englische Band)
- Uriah Heep
- Venom
- Widespread Panic
- Within Temptation